# نا نه نا
«نا نِه نا» (به انگلیسی: Nah Neh Nah) ترانه‌ای از گروه بلژیکی وایا کُن دیوس است. این قطعه در سال ۱۹۹۰ میلادی در قالب اولین تک‌آهنگ دومین آلبوم استودیویی گروه منتشر شد.

## فهرست قطعات تک‌آهنگ
- نسخهٔ صفحهٔ ۷ اینچی

1. «نا نِه نا» – ۲:۵۲
2. «خاطراتت را جمع و جور کن» – ۳:۰۴

- نسخهٔ صفحهٔ ۱۲ اینچی

1. «نا نِه نا» – ۲:۵۲
2. «خاطراتت را جمع و جور کن» – ۳:۰۴
3. «با تو» – ۴:۰۲

- نسخهٔ سی‌دی

1. «نا نِه نا» – ۲:۵۲
2. «خاطراتت را جمع و جور کن» – ۳:۰۴
3. «با تو» – ۴:۰۲

## موقعیت در چارت‌های موسیقی
| چارت (۱۹۹۰)                  | بالاترین جایگاه |
| ---------------------------- | --------------- |
| اتریش (او۳ تاپ ۴۰ اتریش)     | ۲۵              |
| بلژیک (اولتراتاپ ۵۰ فلاندرز) | ۷               |
| اروپا (یوروچارت هات ۱۰۰)     | ۵۳              |
| آلمان (جدول‌های رسمی آلمان)   | ۱۶              |
| هلند (۴۰ آهنگ برتر)          | ۳               |
| هلند (۱۰۰ تک‌آهنگ برتر)       | ۴               |
| سوئیس (شوایزر هیت‌پاراد)      | ۲۱              |

| چارت (۲۰۱۳)         | بالاترین جایگاه |
| ------------------- | --------------- |
| اسلوونی (اسلوتاپ۵۰) | ۴۲              |

| چارت (۲۰۲۰)                          | بالاترین جایگاه |
| ------------------------------------ | --------------- |
| لهستان (۱۰۰ آهنگ برتر ایرپلی لهستان) | ۶۴              |

| چارت (۲۰۲۲)               | بالاترین جایگاه |
| ------------------------- | --------------- |
| مجارستان (۴۰ تک‌آهنگ برتر) | ۳۸              |

| چارت (۱۹۹۰)               | جایگاه |
| ------------------------- | ------ |
| بلژیک (اولتراتاپ فلاندرز) | ۴۰     |
| هلند (تاپ ۴۰ هلند)        | ۲۴     |
| هلند (۱۰۰ تک‌آهنگ برتر)    | ۳۸     |

| چارت (۱۹۹۱)          | جایگاه |
| -------------------- | ------ |
| آلمان (جی‌اف‌کی چارتس) | ۵۱     |